# Liga de Expansión MX 2020-2021
La Liga de Expansión MX 2020-2021 è la prima edizione della Liga de Expansión MX, il nuovo secondo livello calcistico messicano nato dopo la riforma del sistema calcistico che ha portato all'abolizione dell'Ascenso MX. La stagione è divisa in due campionati separati (Apertura 2020 e Clausura 2021), ognuno dei quali laurea una squadra campione.

## Formato
Ciascuno dei due tornei è suddiviso in due fasi:

### Stagione regolare
tabellone all'italiana con incontri di sola andata (15), al termine del quale la prima classificata accederà alle semifinali della fase successiva, la seconda ai quarti di finale e le squadre classificate dal 3º al 12º posto ad una fase di playoff.

### Liguilla
- Le dieci squadre classificatesi dal terzo al dodicesimo posto si sfidano in incontri di sola andata giocati in casa del club meglio classificato, secondo lo schema 3ºvs12º, 4ºvs11º, 5ºvs10º, 6ºvs9º e 7ºvs8º.
- Le cinque squadre vincenti si uniscono alla seconda classificata per disputare i quarti di finale, al termine dei quali le tre squadre vincitrici andranno a raggiungere la vincente del tabellone principale in semifinale.

Al termine della Clausura 2021 verrà disputato un incontro fra i vincitori di entrambi i tornei per assegnare il titolo di Campeón de Campeones de la Liga de Expansión MX.

## Squadre partecipanti

### Cambiamenti
La Liga de Expansión ha rimpiazzato il torneo di Ascenso MX nell'ambito del progetto di stabilizzazione del sistema calcistico messicano, includendo le 12 squadre che hanno preso parte al torneo di Clausura 2020 con alcune aggiunte e variazioni:
- Lo Zacatepec si trasferisce nella città di Morelia andando a ricostituire l'Atletico Morelia;
- I Cafetaleros (C) si trasferiscono nella città di Cancún andando a costituire una nuova squadra chiamata Cancún Fútbol Club;
- L'Atlante si trasferisce da Cancún a Città del Messico mantenendo la propria identità;
- Il Tapatío ed il Pumas Morelos vengono integrati in qualità di club affiliati a squadre di Liga MX (rispettivamente Guadalajara e Pumas UNAM);
- Il Tlaxcala ed il Tepatitlán vengono ammessi dalla Liga Premier;[1]

### Elenco squadre e localizzazione
| Squadra              | Città                    | Stadio                          | Posti  | Allenatore           |
| -------------------- | ------------------------ | ------------------------------- | ------ | -------------------- |
| Atlante              | Città del Messico        | Stadio Azul                     | 33 000 | Mario García         |
| Atlético Morelia     | Morelia                  | Stadio Morelos                  | 35 000 | Ricardo Valiño       |
| Cancún               | Cancún                   | Stadio Andrés Quintana Roo      | 17 289 | Christian Giménez    |
| Celaya               | Celaya                   | Stadio Miguel Alemán Valdés     | 23 182 | Israel Hernández Pat |
| Cimarrones           | Hermosillo               | Stadio Héroe de Nacozari        | 18 747 | Gabriel Pereyra      |
| Correcaminos UAT     | Ciudad Victoria          | Stadio Mario R. Gómez           | 10 520 | Roberto Hernández    |
| Dorados              | Culiacán                 | Stadio Banorte                  | 20 108 | David Patiño         |
| Leones Negros UdeG   | Guadalajara              | Stadio Jalisco                  | 55 020 | Jorge Dávalos        |
| Mineros de Zacatecas | Zacatecas                | Stadio Carlos Vega Villalba     | 20 068 | Omar Alexis Moreno   |
| Oaxaca               | Oaxaca de Juárez         | Stadio Tecnologico di Oaxaca    | 14 598 | Oscar Fernando Torre |
| Pumas Tabasco        | Villahermosa             | Stadio Olimpico di Villahermosa | 10 500 | Carlos González      |
| Tampico Madero       | Tampico - Ciudad Madero  | Stadio Tamaulipas               | 19 667 | Gerardo Espinoza     |
| Tapatío              | Zapopan                  | Stadio Akron                    | 49 850 | Ricardo Cadena       |
| Tepatitlán           | Tepatitlán de Morelos    | Stadio Tepa Gómez               | 10 000 | Paco Ramírez         |
| Tlaxcala             | Tlaxcala de Xicohténcatl | Stadio Tlahuicole               | 12 000 | Irving Rubirosa      |
| Venados              | Mérida                   | Stadio Carlos Iturralde         | 15 087 | Carlos Gutiérrez     |

## Torneo Apertura 2020

### Classifica
|  | Pos. | Squadra              | Pt | G | V | N | P | GF | GS | DR |
|  | ---- | -------------------- | -- | - | - | - | - | -- | -- | -- |
|  | 1.   | Atlante              | 0  | 0 | 0 | 0 | 0 | 0  | 0  | 0  |
|  | 2.   | Atlético Morelia     | 0  | 0 | 0 | 0 | 0 | 0  | 0  | 0  |
|  | 3.   | Cancún               | 0  | 0 | 0 | 0 | 0 | 0  | 0  | 0  |
|  | 4.   | Celaya               | 0  | 0 | 0 | 0 | 0 | 0  | 0  | 0  |
|  | 5.   | Cimarrones           | 0  | 0 | 0 | 0 | 0 | 0  | 0  | 0  |
|  | 6.   | Correcaminos UAT     | 0  | 0 | 0 | 0 | 0 | 0  | 0  | 0  |
|  | 7.   | Dorados              | 0  | 0 | 0 | 0 | 0 | 0  | 0  | 0  |
|  | 8.   | Leones Negros UdeG   | 0  | 0 | 0 | 0 | 0 | 0  | 0  | 0  |
|  | 9.   | Oaxaca               | 0  | 0 | 0 | 0 | 0 | 0  | 0  | 0  |
|  | 10.  | Pumas Tabasco        | 0  | 0 | 0 | 0 | 0 | 0  | 0  | 0  |
|  | 11.  | Tampico Madero       | 0  | 0 | 0 | 0 | 0 | 0  | 0  | 0  |
|  | 12.  | Tapatío              | 0  | 0 | 0 | 0 | 0 | 0  | 0  | 0  |
|  | 13.  | Tepatitlán           | 0  | 0 | 0 | 0 | 0 | 0  | 0  | 0  |
|  | 14.  | Tlaxcala             | 0  | 0 | 0 | 0 | 0 | 0  | 0  | 0  |
|  | 15.  | Venados              | 0  | 0 | 0 | 0 | 0 | 0  | 0  | 0  |
|  | 16.  | Mineros de Zacatecas | 0  | 0 | 0 | 0 | 0 | 0  | 0  | 0  |

Legenda:
      Qualificata per la semifinale di Liguilla.
      Qualificata per i quarti di finale di Liguilla.
      Qualificate per il ripescaggio.

### Tabellone
Ogni riga indica i risultati casalinghi della squadra segnata a inizio della riga, contro le squadre segnate colonna per colonna (che invece avranno giocato l'incontro in trasferta). Al contrario, leggendo la colonna di una squadra si avranno i risultati ottenuti dalla stessa in trasferta, contro le squadre segnate in ogni riga, che invece avranno giocato l'incontro in casa.
|                      | ATL  | MOR  | CAN  | CEL  | CIM  | UAT  | DOR  | UDG  | OAX  | PUM  | TAM  | TAP  | TEP  | TLA  | VEN  | ZAC |
| -------------------- | ---- | ---- | ---- | ---- | ---- | ---- | ---- | ---- | ---- | ---- | ---- | ---- | ---- | ---- | ---- | --- |
| Atlante              | –––– |      |      |      |      |      |      |      |      |      |      |      |      |      |      |     |
| Atlético Morelia     |      | –––– |      |      |      |      |      |      |      |      |      |      |      |      |      |     |
| Cancún               |      |      | –––– |      |      |      |      |      |      |      |      |      |      |      |      |     |
| Celaya               |      |      |      | –––– |      |      |      |      |      |      |      |      |      |      |      |     |
| Cimarrones           |      |      |      |      | –––– |      |      |      |      |      |      |      |      |      |      |     |
| Correcaminos UAT     |      |      |      |      |      | –––– |      |      |      |      |      |      |      |      |      |     |
| Dorados              |      |      |      |      |      |      | –––– |      |      |      |      |      |      |      |      |     |
| Leones Negros UdeG   |      |      |      |      |      |      |      | –––– |      |      |      |      |      |      |      |     |
| Oaxaca               |      |      |      |      |      |      |      |      | –––– |      |      |      |      |      |      |     |
| Pumas Tabasco        |      |      |      |      |      |      |      |      |      | –––– |      |      |      |      |      |     |
| Tampico Madero       |      |      |      |      |      |      |      |      |      |      | –––– |      |      |      |      |     |
| Tapatío              |      |      |      |      |      |      |      |      |      |      |      | –––– |      |      |      |     |
| Tepatitlán           |      |      |      |      |      |      |      |      |      |      |      |      | –––– |      |      |     |
| Tlaxcala             |      |      |      |      |      |      |      |      |      |      |      |      |      | –––– |      |     |
| Venados              |      |      |      |      |      |      |      |      |      |      |      |      |      |      | –––– |     |
| Mineros de Zacatecas |      |      |      |      |      |      |      |      |      |      |      |      |      |      |      | ––– |